# Pavel Korobkov
Pavel Valerjevitsj Korobkov (Russisch: Павел Валерьевич Коробков) (Guliston, 18 oktober 1990) is een Russisch professioneel basketbalspeler van Oezbeeks afkomst die voor verschillende teams in Rusland speelde.

## Carrière
Korobkov begon zijn carrière bij Lokomotiv-Koeban Krasnodar 2 in 2009. In 2012 verhuisde hij naar Nizjni Novgorod. In 2014 stapte hij over naar CSKA Moskou. Met CSKA werd hij vier keer Landskampioen van Rusland in 2015, 2016, 2017 en 2018. In 2016 won hij met CSKA de EuroLeague Men. Ze wonnen van Fenerbahçe uit Turkije met 101-96 na verlenging. In 2018 stopt hij met basketbal.

## Erelijst
- Landskampioen Rusland: 4
  - Winnaar: 2015, 2016, 2017, 2018
  - Tweede: 2014
- EuroLeague Men: 1
  - Winnaar: 2016
  - Derde: 2015